# Sacra Consulta
La Sacra Consulta, più esattamente Sacra Congregazione della Consulta, era un organismo della Curia romana, oggi soppresso.

## Storia

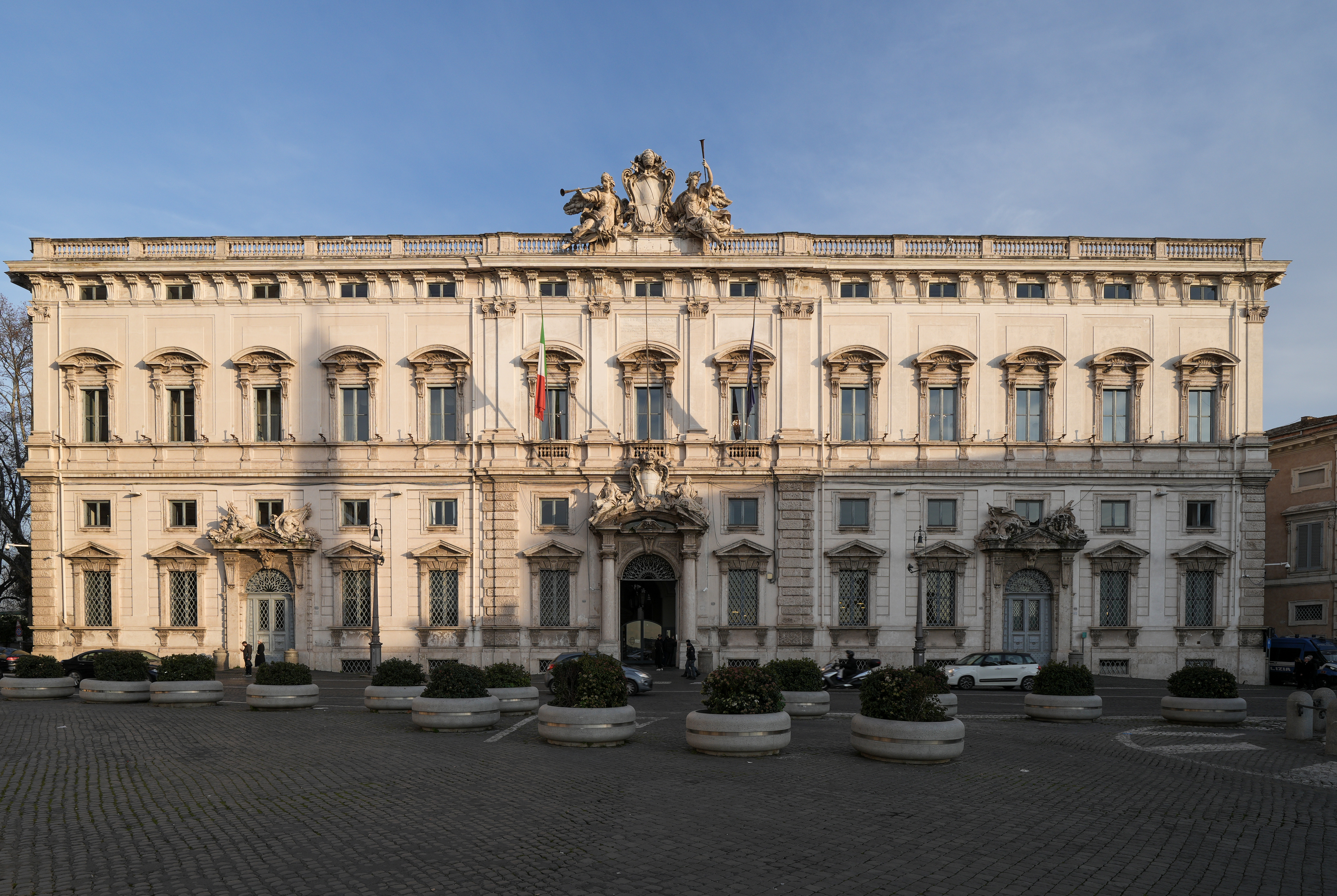
Il Palazzo della Consulta a Roma, sede della Congregazione della Consulta fino al 1870.

La Sacra Consulta fu creata nel 1559 da papa Paolo IV (1559-1565) come commissione speciale. Il pontefice, dopo aver esiliato il cardinal nipote Carlo Carafa sovrintendente a tutti gli affari dello Stato, creò in sua vece una congregazione composta di quattro cardinali.

L'organismo fu ufficializzato da papa Sisto V (1585-1590) con la bolla Immensa Aeterni Dei del 22 gennaio 1588. Sisto V denominò il dicastero «Congregazione sopra le consultazioni dello Stato ecclesiastico» (Congregatio decimoquarta pro consultationibus negociorum Status Ecclesiastici). Il pontefice ne stabilì la composizione: quattro cardinali, il Segretario di Stato in qualità di prefetto, un competente numero di prelati (in genere otto), uno dei quali fungeva da Segretario.
Organismo con funzioni amministrative e giudiziarie, assolveva compiti della massima rilevanza, quali l'interpretazione delle leggi, la risoluzione di controversie giurisdizionali, feudali ed amministrative. Era l'istanza suprema cui veniva sottoposto il giudizio sui conflitti tra Comuni e governatori cittadini. Fu, in altre parole, un precursore del moderno Consiglio di stato. Il segretario, alle dipendenze del prefetto, regolava gli affari relativi alle deputazioni dei governatori e dei capitani di giustizia (bargelli) e spediva le «lettere d'ordine». I giudicati della Consulta venivano eseguiti dal governatore di Roma. 
Clemente XII (1730-40) fece erigere sulla piazza del Quirinale il palazzo della Consulta ove furono sistemati gli uffici degli otto prelati; il tribunale si riunì, invece, nel palazzo di Montecitorio o nelle stanze del Palazzo apostolico.
Napoleone soppresse la congregazione il 17 giugno 1809. Dopo la sua caduta, nel 1814, la congregazione fu ripristinata da Pio VII il 1º luglio di quell'anno.

Nel 1833 Gregorio XVI accorpò tutte le sue competenze amministrative alla Segreteria di Stato. Restò in vita il tribunale che era composto di un cardinale prefetto e di quattro prelati dei quali il più anziano era vice-presidente (tale composizione subì, successivamente alcune modifiche); giudicava in grado d'appello e di revisione tutte le cause criminali nonché le cause di lesa maestà.

La Congregazione cessò le sue funzioni con la fine dello Stato Pontificio (1870).

## Cronotassi dei prefetti
Generalmente era il cardinal nipote a ricoprire la carica di prefetto. Ma la norma non fu sempre rispettata. Le eccezioni furono due:
- Domenico Pinelli, creato prefetto da Gregorio XIV nel 1590[5];
- Bonifazio Bevilacqua, nominato da Clemente VIII nel 1599[6].

Papa Alessandro VII (1655-67) sottrasse ai cardinal nipoti ogni ingerenza sulla Consulta. Da allora i prefetti furono:
- Nicola Grimaldi (1707 - 1717, deceduto)
- Niccolò Maria Lercari (1724-1730), in quanto Segretario di Stato
- Antonio Banchieri (1730 - 1733, deceduto)
- Giuseppe Firrao il Vecchio (4 ottobre 1733 - 6 febbraio 1740)
- Silvio Valenti Gonzaga (20 agosto 1740 - 28 agosto 1756, deceduto)
- Alberico Archinto (1756 - 1758, deceduto)
- Tommaso Maria Ghilini (novembre 1775 - 1º giugno 1778)
- Lazzaro Opizio Pallavicini (fino al 23 febbraio 1785)
  - Andrea Negroni (pro-prefetto)
- Ignazio Gaetano Boncompagni Ludovisi (1788 - 1789, dimessosi)
- Giuseppe Maria Doria Pamphilj (1797 - 1799, dimessosi)
- Ercole Consalvi (1800 - 1806, dimessosi)

Nel 1809 la Congregazione su sospesa dalla Consulta straordinaria per gli Stati romani. Fu ripristinata il 1º luglio 1814.
- Tommaso Bernetti (1831-1836), in quanto Segretario di Stato
- Mario Mattei (1841 - 1848, dimessosi)

## Cronotassi dei segretari
- Dionisio Ratta (1592 circa - 1595)[7]
- Giacomo Sannesio (1º gennaio 1595 - 9 giugno 1604)
- Lorenzo Magalotti (1º marzo - 8 luglio 1623)
- Giovanni Battista Agucchi (8 luglio - 16 dicembre 1623)
- Marzio Ginetti (16 dicembre 1623 - 30 agosto 1627)
- Giambattista Spada (1º gennaio 1629 - 1º gennaio 1630)
- Lorenzo Azzolini (1º gennaio 1630 - 28 novembre 1633)
- Giberto Borromeo seniore (2 maggio 1650 - 2 marzo 1654)
- Cesare Maria Antonio Rasponi (10 marzo 1654 - 15 febbraio 1666)
- Francesco Ravizza (17 febbraio 1666 - 22 febbraio 1668)
- Giambattista Spinola il Giovane (12 ottobre 1689 - 27 luglio 1691)
- Francesco Martelli (27 luglio 1691 - 17 maggio 1706)
- Curzio Origo (17 maggio 1706 - 26 settembre 1712)
- Antonio Banchieri (3 ottobre 1712 - 1724)
- Giovanni Battista Spinola (settembre 1724 - 17 luglio 1730)
- Domenico Riviera (17 luglio 1730 - 2 marzo 1733)
- Girolamo de Bardi (3 marzo 1733 - 9 settembre 1743)
- Ludovico Maria Torriggiani (settembre 1743 - 26 novembre 1753)
- Baldassarre Cenci iuniore (26 novembre 1753 - 23 novembre 1761 dimesso)
- Antonio Casali (23 novembre 1761 - 12 dicembre 1770)
- Marcantonio Marcolini (16 febbraio 1771 - 2 maggio 1775 nominato presidente della Legazione di Urbino)
- Tommaso Maria Ghilini (1º novembre 1775 - 1º giugno 1778)
- Muzio Gallo (1º giugno 1778 - 14 febbraio 1785)
- Nicola Riganti (14 febbraio 1785 - 22 giugno 1808)[8]
  - Carlo Maria Pedicini (22 giugno 1808 - 2 luglio 1814) (pro-segretario)

Nel 1809 la Congregazione su sospesa dalla Consulta straordinaria per gli Stati romani. Fu ripristinata il 1º luglio 1814.
- Lorenzo Prospero Bottini (2 luglio 1814 - 1º ottobre 1817)
- Luigi Pandolfi (5 gennaio 1819 - 10 marzo 1823)
- Nicola Grimaldi (1º gennaio 1829 - 6 luglio 1832 nominato Vice-Camerlengo della Camera Apostolica)
- Antonio Maria Cagiano de Azevedo (1º agosto 1837 - 28 gennaio 1843 nominato uditore generale della Camera Apostolica)
- Niccola Clarelli Parracciani (28 gennaio 1843 - 22 gennaio 1844 creato cardinale)
- Antonio Matteucci (22 gennaio 1844 - 15 marzo 1853 nominato vice-camerlengo della Camera Apostolica)